# Standort Deutschland
Die Wortkombination „Standort Deutschland“ ist ein politisches Schlagwort, das die Bundesrepublik Deutschland als Standort für wirtschaftliche Betätigung beschreiben soll. Der Ausdruck wird meistens in wertenden oder vergleichenden Zusammenhängen gebraucht, also um auszudrücken, dass Deutschland gute oder schlechte Standortfaktoren für solche Betätigung besitze oder dass solche Betätigung bessere oder schlechtere Bedingungen als in anderen Ländern vorfinde.

## Rankings
Das Forbes Magazine stufte im Frühling 2004 Deutschland als drittbesten Wirtschaftsstandort der Welt hinter den USA und  der Volksrepublik China und mit Abstand vor anderen EU-Staaten ein. Gründe dafür waren unter anderem hochqualifizierte Arbeitskräfte sowie eine gut ausgebaute Infrastruktur.
Mehrere Indices bescheinigen Deutschland eine hohe Standortqualität und internationale Wettbewerbsfähigkeit:
- Ernst & Young European Attractiveness Survey (2013): Rang 1 in Europa, Rang 6 weltweit
- A.T. Kearney FDI Confidence Index (2013): Rang 1 in Europa, Rang 7 weltweit
- UNCTAD World Investment Prospects Survey (2013): Rang 1 in Europa, Rang 3 weltweit
- Deloitte Global Manufacturing Competitiveness Index (2013): Rang 1 in Europa, Rang 2 weltweit
- Institut der deutschen Wirtschaft: Ranking der industriellen Standortqualität: Rang 4 in Europa, Rang 5 weltweit

Der Industrieanteil an der deutschen Wirtschaft nahm im Laufe der Jahre zu. 2012 lag der Anteil der Industrie an der Bruttowertschöpfung in Deutschland bei 25,8 Prozent; im Jahr 2000 waren es 25,2 Prozent. Europaweit ist der Anteil im gleichen Zeitraum hingegen von 22 auf 19,1 Prozent gefallen. Im „Atomstromland“ Frankreich kommt die Industrie nur auf einen Anteil von 12,5 Prozent. In Finnland ist der Industrieanteil trotz äußerst niedriger Industriestrompreise am stärksten gefallen, zwischen 2000 und 2012 von 28 auf 19 Prozent.
Die Bertelsmann Stiftung zieht in einer 2020 veröffentlichten Studie den Standort Deutschland im internationalen Vergleich zurückfallen. Nach einer Untersuchung der Patentanmeldungen verschiebe sich der Schwerpunkt bei Spitzentechnologien zuungunsten Europas, wenngleich Deutschland in einigen Bereichen führend sei.